# Leiolima iberica
 (mars 2023).
Genre
Espèce
Leiolima iberica, unique représentant du genre Leiolima, est une espèce d'opilions eupnois de la famille des Sclerosomatidae.

## Distribution
Cette espèce se rencontre en Espagne en Castille-et-León dans les provinces de León, de Zamora, de Salamanque et d'Ávila et au Portugal dans les districts de Bragance et de Guarda.

## Description
Le mâle holotype mesure 3,15 mm de long et 1,85 mm de large et la femelle paratype 5,58 mm de long et 2,17 mm de large.

## Systématique et taxinomie
Cette espèce a été décrite par Prieto et Wijnhoven en 2020.
Ce genre a été décrit par Prieto et Wijnhoven en 2020 dans les Sclerosomatidae.

## Étymologie
Son nom d'espèce lui a été donné en référence au lieu de sa découverte, la péninsule Ibérique.

## Publication originale
- Prieto & Wijnhoven, 2020 : « Leiolima iberica, a new harvestman genus and species from the Iberian Peninsula (Arachnida, Opiliones, Sclerosomatidae). » European Journal of Taxonomy, vol. 609, p. 1–20 (texte intégral).